# Reprezentacja Włoch na Mistrzostwach Europy w Wioślarstwie 2009
Reprezentacja Włoch na Mistrzostwach Europy w Wioślarstwie 2009 – zespół sportowców liczący 29 zawodników. Najlepszym wynikiem było zdobycie 1. miejsca w dwójce podwójnej kobiet.

## Medale

### Złote medale
dwójka podwójna kobiet (W2x): Laura Schiavone, Gabriella Bascelli

### Srebrne medale
dwójka podwójna wagi lekkiej mężczyzn (LM2x): Lorenzo Bertini, Elia Luini
czwórka podwójna kobiet (W4x): Erika Bello, Gabriella Bascelli, Laura Schiavone, Elisabetta Sancassani

### Brązowe medale
Brak

## Wyniki

### Konkurencje mężczyzn
- dwójka bez sternika (M2-): Mario Paonessa, Andrea Tranquilli – 10. miejsce
- dwójka podwójna wagi lekkiej (LM2x): Lorenzo Bertini, Elia Luini – 2. miejsce
- czwórka podwójna (M4x): Simone Venier, Luca Agamennoni, Rossano Galtarossa, Alessio Sartori – 7. miejsce
- czwórka bez sternika wagi lekkiej (LM4-): Salvatore Di Somma, Daniele Gilardoni, Luca Motta, Giorgio Tuccinardi – 5. miejsce
- ósemka (M8+): Romano Battisti, Marco Resemini, Raffaello Leonardo, Pierpaolo Frattini, Dario Dentale, Francesco Fossi, Niccolò Mornati, Lorenzo Carboncini, Gaetano Iannuzzi – 5. miejsce

### Konkurencje kobiet
- dwójka bez sternika (W2-): Gaia Palma, Marta Novelli – 5. miejsce
- dwójka podwójna (W2x): Laura Schiavone, Gabriella Bascelli – 1. miejsce
- dwójka podwójna wagi lekkiej (LW2x): Sabrina Noseda, Eleonora Trivella – 10. miejsce
- czwórka podwójna (W4x): Erika Bello, Gabriella Bascelli, Laura Schiavone, Elisabetta Sancassani – 2. miejsce